# 119 Tauri
119 Tauri (CE Tauri) è una stella situata nella costellazione del Toro, distante 1749 anni luce dal sistema solare. È una delle stelle più grandi conosciute, con un diametro circa 600 volte superiore a quello del Sole. La misurazione del diametro è stata stimata direttamente durante un'occultazione lunare, in quanto 119 Tauri si trova in prossimità dell'eclittica, di conseguenza può capitare che talvolta venga occultata dalla Luna. Misurazione del diametro angolare della stella ottenuta con il VLT nel 2013 hanno dato come risultato un raggio 600 volte quello del Sole.

## Osservazione

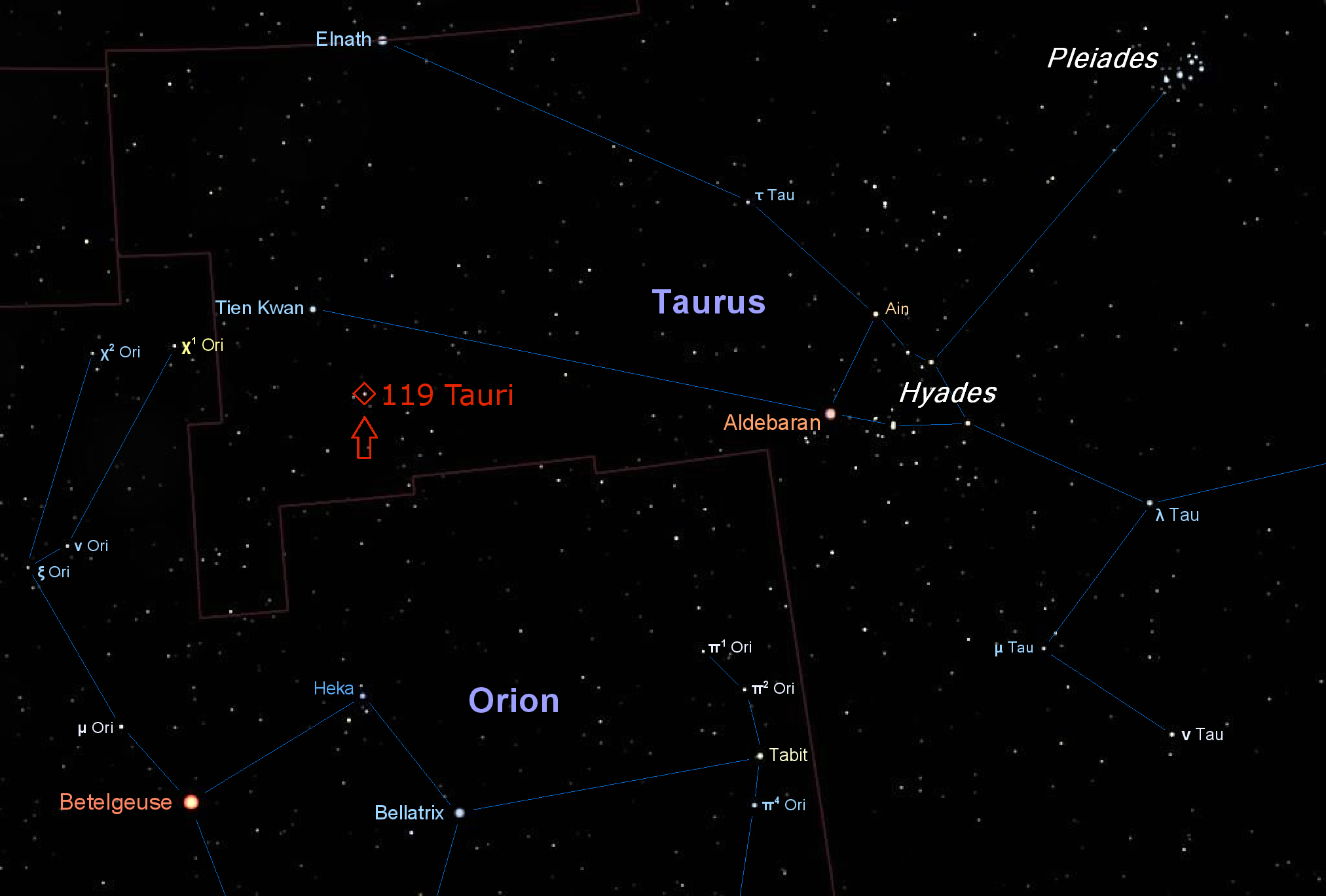
La posizione di 119 Tauri nella costellazione

Si tratta di una stella situata nell'emisfero celeste boreale; grazie alla sua posizione non fortemente boreale, può essere osservata dalla gran parte delle regioni della Terra, sebbene gli osservatori dell'emisfero nord siano più avvantaggiati. Nei pressi del circolo polare artico appare circumpolare, mentre resta sempre invisibile solo in prossimità dell'Antartide. La sua magnitudine pari a 4,32 fa sì che possa essere scorta solo con un cielo sufficientemente libero dagli effetti dell'inquinamento luminoso.

## Caratteristiche fisiche
119 Tauri è una supergigante rossa di classe M con una magnitudine apparente media di +4.37. Si trova all'incirca a 1750 anni luce da Terra ed è classificata come una variabile semiregolare e la sua luminosità varia da magnitudine +4.23 a +4.54 in un periodo di 165 giorni. La massa, oltre 12 volte quella del Sole, è ben oltre il limite passato il quale una stella conclude la propria esistenza esplodendo in supernova. Seppur più distante delle supergiganti rosse più conosciute come Antares e Betelgeuse, 119 Tauri rimane una delle stelle più vicine destinate ad esplodere in supernova entro i prossimi milioni di anni.